# スカイラーク (イタリアのバンド)
スカイラーク (Skylark) は、イタリアで結成されたパワーメタルバンド。

## 概要
1994年に結成され、1995年にThe Horizon and the Stormという自主制作による初アルバムをリリースした後、1997年のDragon's Secretsでメジャーデビューし哀愁のあるネオクラシカルでシンフォニックなメロディックスピードメタルバンドとして高い評価を受けた。特に日本においては一部では熱烈な支持を受け、来日公演も複数回行っておりリーダーのエディ･アントニーニは日本語を流暢に話す。2006年2月に発売されたロッキンf誌に「2ちゃんねるから生まれたヒーロー」と書かれたスカイラークの記事が掲載された。
その後、2004年にモデル出身のキアラがボーカリストとして加入して注目を集めたが2011年に脱退。結成以来のボーカリストのファビオ・ドッツォは2005年に脱退。新ボーカリストも女性でAshley Watsonが加入したが脱退し、メンバーはエディとブロドの2人のみとなっている。

## 音楽性
エディ･アントニーニ(Eddy Antonini)のクラシカルな旋律が特徴と言える。初期の頃はB級色が強かったがアルバムを発表するにつれて、サウンド・歌唱を含め徐々に洗練されてゆく。中でも「Gate of hell」「Gate of heaven」は傑作として知られている。ジャケットもLuis Royoによるもので評価が高い。

## メンバー
- キーボード: エディ・アントニーニ Eddy Antonini 1994年-
- ギター/ベース: ブロド Roberto "Brodo" Potenti 1994年-

### 元メンバー
- ボーカル:  ファビオ・ドッツォ (Fabio Dozzo) 1994年-2005年
- ボーカル:  キアラ (Kiara Laetitia)   2003年-2011年
- ボーカル: Ashley Watson 2011年-2018年
- ギター: ポタ(Fabrizio "Pota" Romani) 1994年-2012年
- ギター: Nico Tordini  1994年-1999年
- ドラムス: Francesco Meles  1994年-1997年
- ドラムス: Federico Ria 1997年-2000年, 2005年, 2011年-2013年
- ドラムス: カルロス(Carlos Cantatore)  2001年-2005年

## ディスコグラフィー
- 1995 The Horizon & The Storm(自主制作)
- 1996 Waiting for the Princess...(マキシ)
- 1997 Dragon's Secrets
- 1998 After The Storm(The Horizon & The StormとWaiting for the Princess...が収録された再発盤)
- 1999 Belzebu(マキシ)
- 1999 Divine Gates part I -Gate Of Hell-
- 2000 Divine Gates part II -Gate Of Heaven-
- 2001 The Princess' Day
- 2004 Wings
- 2004 In The Heart Of The Princess(ベスト盤)
- 2005 Fairytales
- 2007 Divine Gates part III -The Last Gate-
- 2009 Divine Gates part IV: the Live Gate
- 2010 全部(セルフカバー集)
- 2012 Twilights of Sand
- 2013 Divine Gates Part V Chapter-1 The Road To The Light(リマスター・ベスト)
- 2015 The Storm & The Horizon